# Real coloniale spagnolo

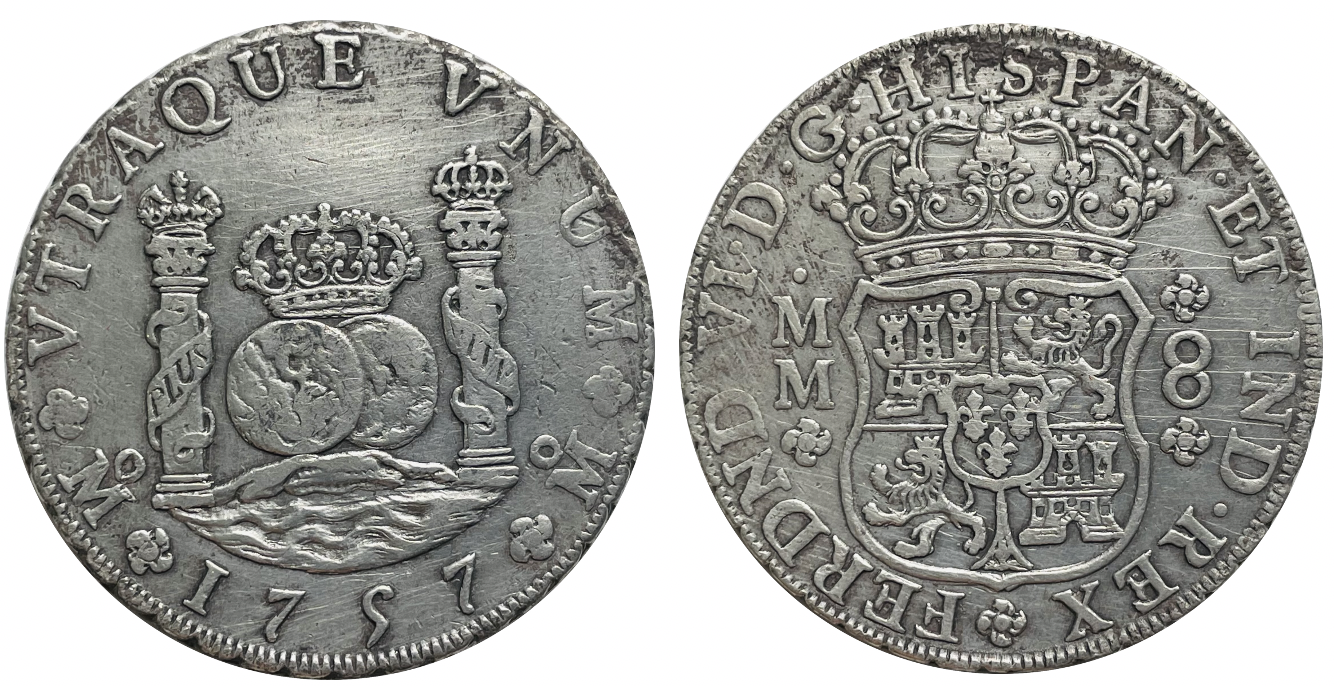
8 reales Ferdinando VI, Vicereame della Nuova Spagna (1757)

Il real è stata la valuta delle colonie spagnole nelle Americhe. Il real aveva valore pari a quello del real de plata spagnolo. Furono anche emessi escudos d'oro (di valore pari a 16 reales). Le monete circolarono da un capo all'altro delle colonie spagnole e oltre; il pezzo da 8 reales (noto anche come "dollaro spagnolo") divenne uno standard internazionale e generò la nascita di molte altre valute, tra cui il dollaro USA.

## Storia
Le monete venivano prodotte nelle zecche di Bogotà, Caracas, Nueva Guatemala, Lima, Città del Messico, Popayán, Potosí, Santo Domingo e Santiago. Per dettagli si vedano le voci real colombiano, real messicano, real peruviano e real venezuelano. Dopo l'indipendenza delle colonie spagnole, il real fu sostituito da valute anch'esse denominate in reales ed escudos, inclusi il real argentino, il real della Repubblica Federale del Centroamerica, il real ecuadoriano, il real honduregno, il real paraguaiano e il real dominicano.

## Monete
A differenza della Spagna, le zecche coloniali in generale non coniarono maravedí di rame. La maggior parte emise monete d'argento in tagli da ¼, ½, 1, 2, 4 e 8 reales e monete d'oro da ½, 1, 2, 4 e 8 escudos. Unica eccezione fu la zecca di Santo Domingo, che invece coniò maravedís.